# La Pocatière

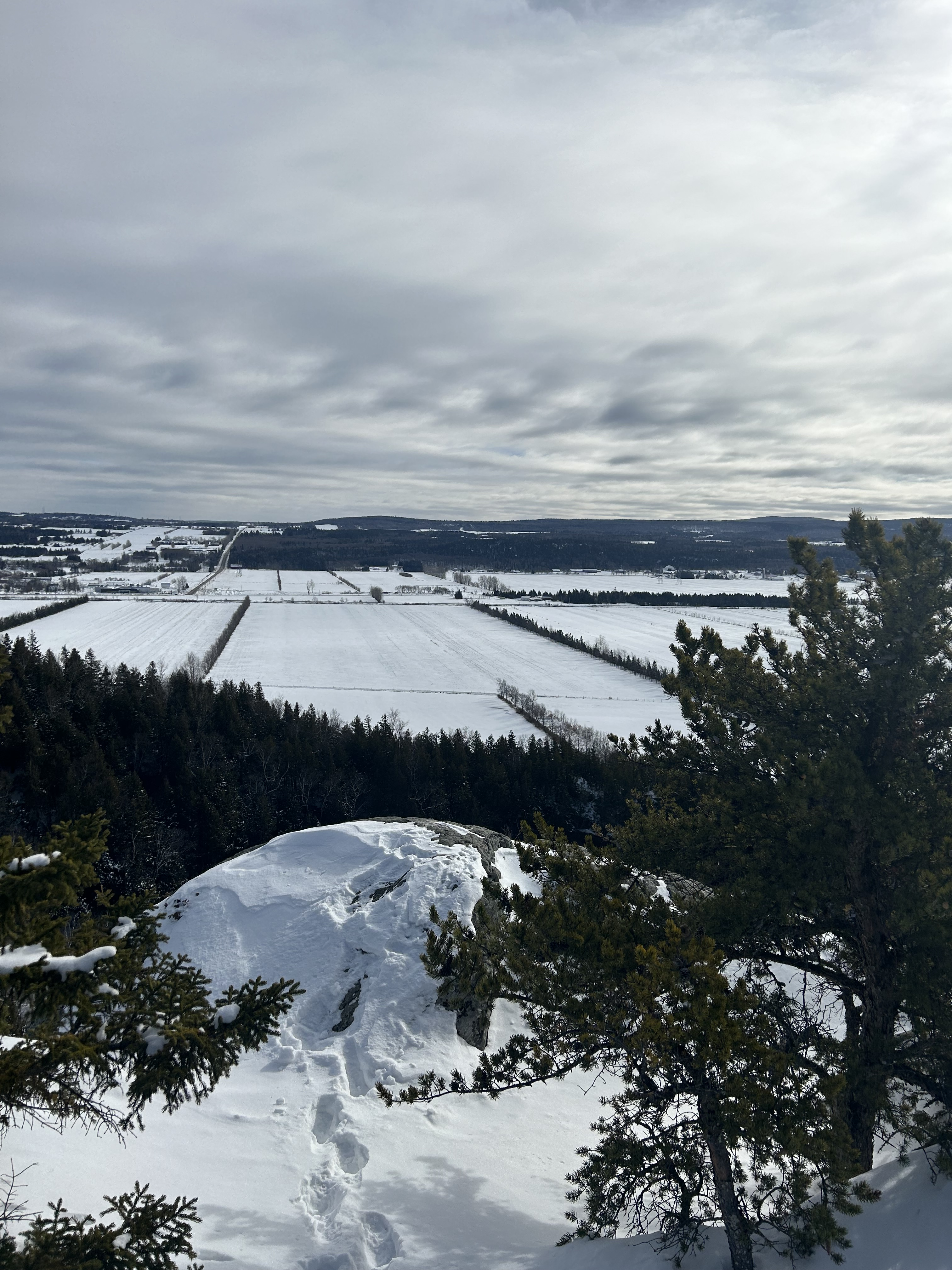
Vue du sommet de la montagne du Collège.

La Pocatière est une ville située dans la municipalité régionale de comté de Kamouraska au Québec, dans la région administrative du Bas-Saint-Laurent.

## Toponymie
Les autochtones l'appelaient Kamitsitsit ou Kannissigit, « endroit où il y a beaucoup de castors », alors que les colons l'appelaient « Grande Anse ». Le nom de la ville de La Pocatière provient de François Pollet de la Combe-Pocatière, capitaine du régiment de Carignan et premier seigneur des lieux. Sa veuve, Marie-Anne Juchereau de Saint-Denys, a hérité de la Seigneurie en 1672 et l'a désignée sous le nom de Sainte-Anne-de-La-Pocatière 

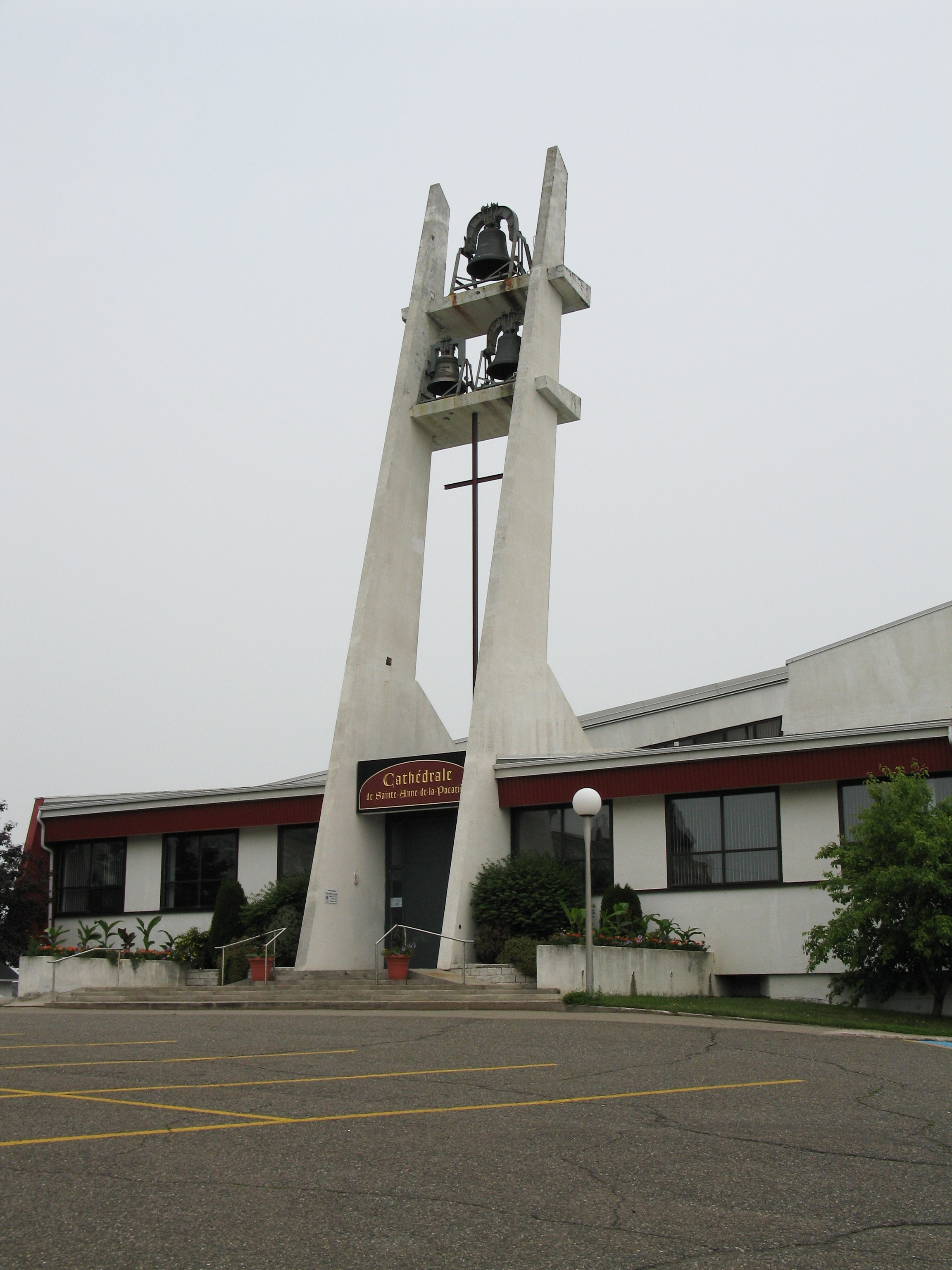
Cathédrale Sainte-Anne de Sainte-Anne-de-la-Pocatière.

Ses habitants sont les Pocatois.

## Histoire

### Chronologie
- 1670 : Le 18 septembre, François Pollet de la Combe Pocatière obtient, par cession de son beau-père Nicolas Juchereau de Saint-Denis, la seigneurie de Saint-Denis-de-Sainte-Anne (détachée de la Seigneurie des Aulnaies à la Grande-Anse).
- 1672 : Le 29 octobre, Marie-Anne Juchereau, veuve de François Pollet, se fait concéder une seigneurie à l'est du fief obtenu en 1670, qui prendra le nom de Sainte-Anne-de-la-Pocatière.
- 1693 : Leur fille, Marie-Thérèse Pollet, épouse le 8 octobre Pierre Le Moyne d'Iberville.
- 1827 : Fondation du Collège de Sainte-Anne-de-la-Pocatière, un collège classique, par l'abbé Charles-François Painchaud, curé de l'endroit. Les classes commencent en 1829.
- 1845 : Érection de la municipalité de Sainte-Anne-de-la-Pocatière.
- 1859 : La municipalité est desservie par le chemin de fer du Grand Tronc. La gare est construite. Elle sera déclarée monument historique en 1995.
- 1859 : Fondation, par l'abbé François Pilote, de l'école d'agriculture, la première au Canada et la seconde en Amérique du Nord, quatre ans après celle de Lansing (Michigan).
- 1911 : Construction de la nouvelle école d'agriculture.
- 1920 : Incendie du collège et reconstruction.
- 1960 : Le village de Sainte-Anne se détache de la Corporation municipale de Sainte-Anne-de-la-Pocatière et devient Ville de La Pocatière en 1961.
- 1961 : Jean-Yves Bélanger construit son premier Moto-Ski dans le garage de Ch-Eugène Bouchard.
- 1962 : Construction de l'usine Moto-Ski. Elle sera rachetée par Bombardier en 1971.
- 1969 : Fondation du Cégep de La Pocatière.
- 1974 : L'usine Bombardier est convertie et agrandie pour la commande de 423 voitures du métro de Montréal (création de Bombardier Transport).
- 1995 : Fondation du Centre de développement bioalimentaire du Québec (incubateur) dans la municipalité de Sainte-Anne-de-la-Pocatière.
- 2005 : Inauguration de l'usine-école et incubateur en transformation alimentaire, agrandie en 2006.
- 2008 : Début de la construction d'un nouvel aréna, le Centre Bombardier, inauguré en 2009.
- 2009 : Fêtes des 150 ans de l'enseignement de l'agriculture au Canada.
- 2021 : Alstom réalise l'acquisition de Bombardier Transport | Nouvelle usine Alstom le 29 janvier à La Pocatière.

## Héraldique
| Intellectum valde amo (J’ai pour l’intelligence une grande vénération) |
| ---------------------------------------------------------------------- |

| L'écu de La Pocatière se blasonne ainsi : D'azur, à une gerbe de blé d'or accompagnée en chef de deux étoiles de même; à un chef cousu de gueules chargé d'un livre ouvert d'argent, sur lequel les lettres de sable, accosté de deux croix patriarcales d'or. |

## Géographie
Situé à 130 km au nord-est de Québec, La Pocatière est la porte d'entrée du Bas-Saint-Laurent. Situé dans l'est des Appalaches. La ville de La Pocatière et ses environs constituent l'agglomération la plus importante entre Montmagny et Rivière-du-Loup. La région offre une particularité géologique intéressante: les collines abruptes et isolées, les monadnocks, qui se dressent dans la plaine. La montagne du Collège, sise au centre de la ville, est une de ces collines et elle offre une vue panoramique sur la région.
La rivière Saint-Jean traverse la municipalité du sud-ouest vers le nord-est où elle se déverse dans l'estuaire maritime du Saint-Laurent.

## Démographie
| 1961  | 1966  | 1971  | 1976  | 1981  | 1986  | 1991  |
| ----- | ----- | ----- | ----- | ----- | ----- | ----- |
| 3 086 | 3 470 | 4 256 | 4 319 | 4 560 | 4 816 | 4 648 |

| 1996  | 2001  | 2006  | 2011  | 2016  | 2021  | - |
| ----- | ----- | ----- | ----- | ----- | ----- | - |
| 4 887 | 4 518 | 4 575 | 4 266 | 4 120 | 4 078 | - |

## Administration
Les élections municipales se font en bloc pour le maire et les six conseillers.
| La Pocatière Maires depuis 2003                                                                                      |                  |                                                                                               |          |
| Élection | Maire            | Qualité                                                                                       | Résultat |
| 2003 | André Théberge   |                                                                                               | Voir     |
| 2005 | Bernard Généreux | Député conservateur de Montmagny—L'Islet—Kamouraska—Rivière-du-Loup (2009-2011 & depuis 2015) | Voir     |
| 2009 | Sylvain Hudon    |                                                                                               | Voir     |
| 2013 | Sylvain Hudon    | Voir                                                                                          |          |
| 2017 | Sylvain Hudon    | Voir                                                                                          |          |
| 2021 | Vincent Bérubé   | Conseiller (2017-2021)                                                                        | Voir     |
| Élection partielle en italique Depuis 2005, les élections sont simultanées dans toutes les municipalités québécoises |                  |                                                                                               |          |

## Éducation
La Pocatière, grâce à son cégep, à l'Institut de technologie agroalimentaire, à sa polyvalente et à son collège d'enseignement secondaire privé, accueille chaque année près de 1800[réf. nécessaire] élèves de niveaux secondaire et collégial de tout le Québec.

## Transports
- A-20
- Route 132
- Route 230

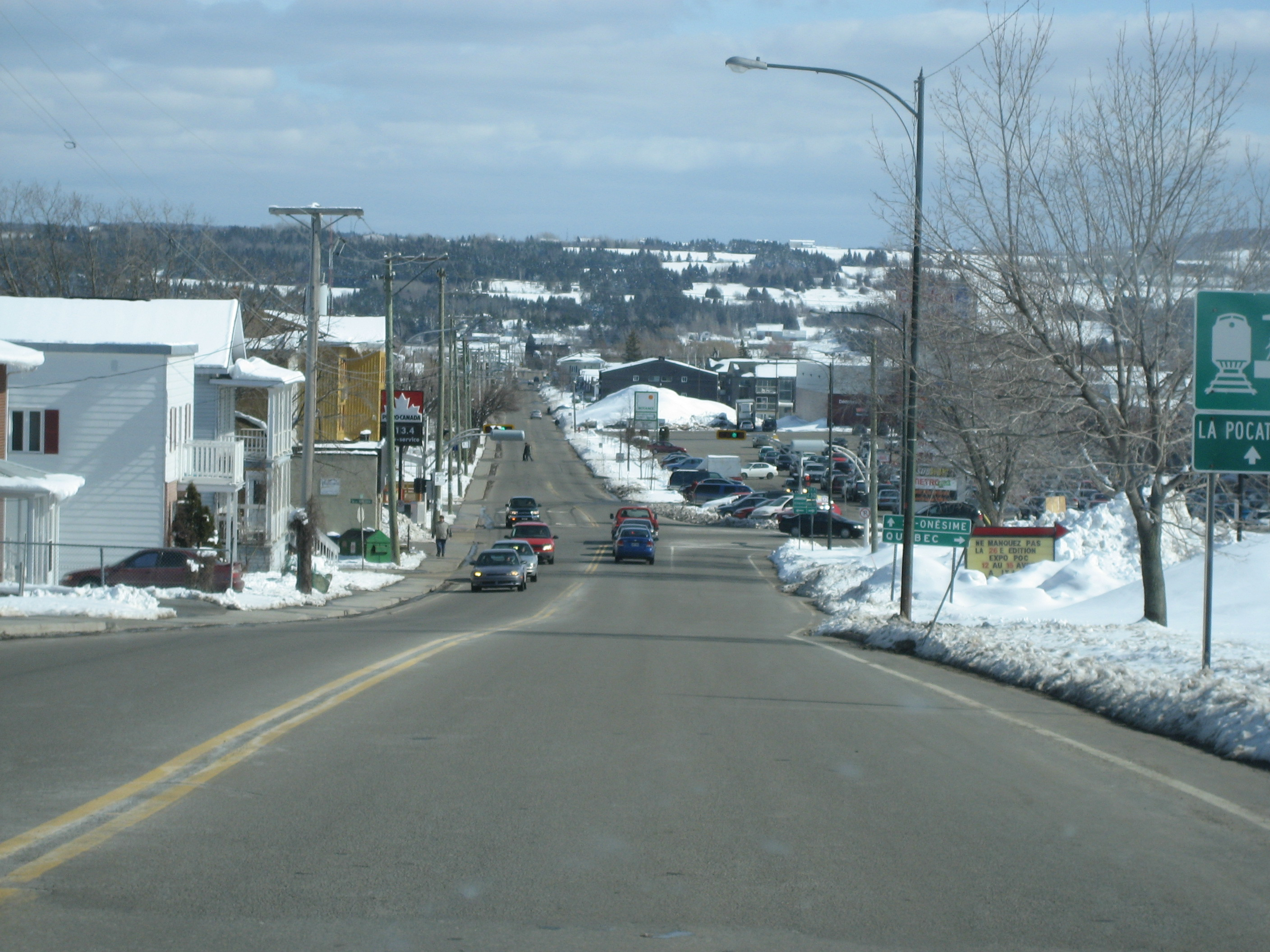
La route 230 à La Pocatière en avril 2007

L'autoroute 20 passe au nord-ouest de la ville. 4 sorties relient l'autoroute à La Pocatière, soit les sorties 430 (route 132), 436 (Boulevard Industriel), 439 (rue Guimond) et 444 (route 132). La sortie 439 relie directement la 20 au centre-ville. La route 132 est une artère importante de la ville, étant parallèle à l'autoroute 20, la suivant au sud-est. La route 230, débutant sur la route 132 au sud-ouest du centre-ville, passe directement dans le centre-ville, continuant vers le nord-est, vers Saint-Pacôme.
La Pocatière est située à exactement 127 kilomètres au nord-est de la sortie pour Québec de l'autoroute 20 (312), 61 kilomètres de Montmagny (378), 66 kilomètres au sud-ouest de Rivière-du-Loup et 171 kilomètres de Rimouski.
La Pocatière est l'un des deux seuls endroits entre Montréal et son terminus où l'autoroute 20 est plus près du fleuve que la route 132, l'autre étant Rivière-du-Loup.

## Économie
L'économie de la ville tourne autour des institutions d'enseignement et de l'usine Alstom, anciennement Bombardier Transport, qui emploie, selon les aléas des contrats obtenus, environ 400 ouvriers pour la fabrication de matériel ferroviaire. L'importante ferme expérimentale du gouvernement fédéral a été reconvertie au cours des années 1990 en entreprises du domaine bioalimentaire et on y a ouvert en 2005 un incubateur bioalimentaire.

## Éducation

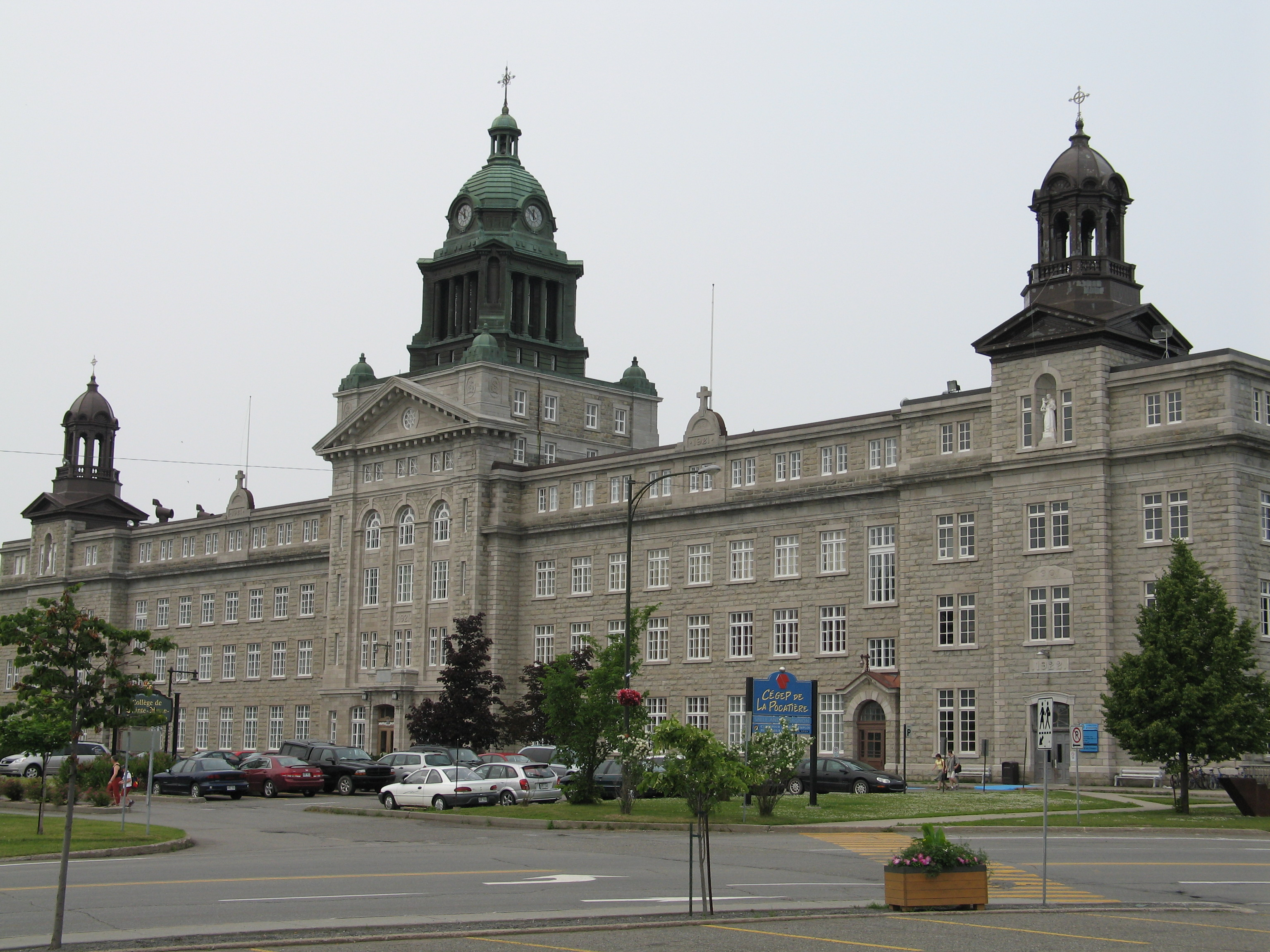
La façade partagée du Collège de Ste-Anne et du Cégep de La Pocatière.

Construit à partir de 1827,le collège de Sainte-Anne-de-la-Pocatière est un établissement d'enseignement  et dont la plupart des bâtiments existants ont été érigés dans le premier quart du XXe siècle. l'ouverture des classes a lieu le 1er octobre 1829. L'établissement dispense une formation classique et des cours de théologie. Un cours commercial est également offert à partir de 1842. Dans les décennies subséquentes, le collège est agrandi à plusieurs reprises afin d'accueillir un nombre croissant d'élèves. Après un incendie en 1920, reconstruites de 1921 à 1923, l'enseignement classique se poursuit, mais le cours de théologie est abandonné en 1933
. Le cours commercial est également supprimé en 1947. Dès sa fondation par le Collège de Sainte-Anne en 1859, l’École d’agriculture relève de la corporation dudit Collège dont elle devient une filiale.
Le Cégep de La Pocatière est adjacent au collège, et offre plusieurs programmes post-secondaires. Ce Cégep a un comité environnemental nommé Vert-Tige, qui a notamment organisé des marches pour l'environnement.

## Culture et société
La ville est le siège d'un évêché catholique qui ne porte pas uniquement le nom de la ville, comme c'est l'usage, mais celui de Sainte-Anne-de-la-Pocatière.
La salle André-Gagnon est une salle de spectacle qui se situe dans le Cégep de La Pocatière (en rénovation en 2024).

## Attraits
Les attractions de La Pocatière incluent :
- La piste cyclable des Aboiteaux longeant le fleuve Saint-Laurent;
- La montagne du Collège et ses sentiers;
- Le Collège Ste-Anne (construit en 1827) et sa montagne;
- Le Musée québécois d'agriculture et d'alimentation, musée d'ethnologie québécoise;
- Le jardin floral;
- Un anneau de glace en saison hivernale.

## Personnalités liées
- André Migner (ca 1640-1727), soldat du régiment de Carignan-Salières y est mort.

## Jumelage
- Coutances (France)

## Galerie

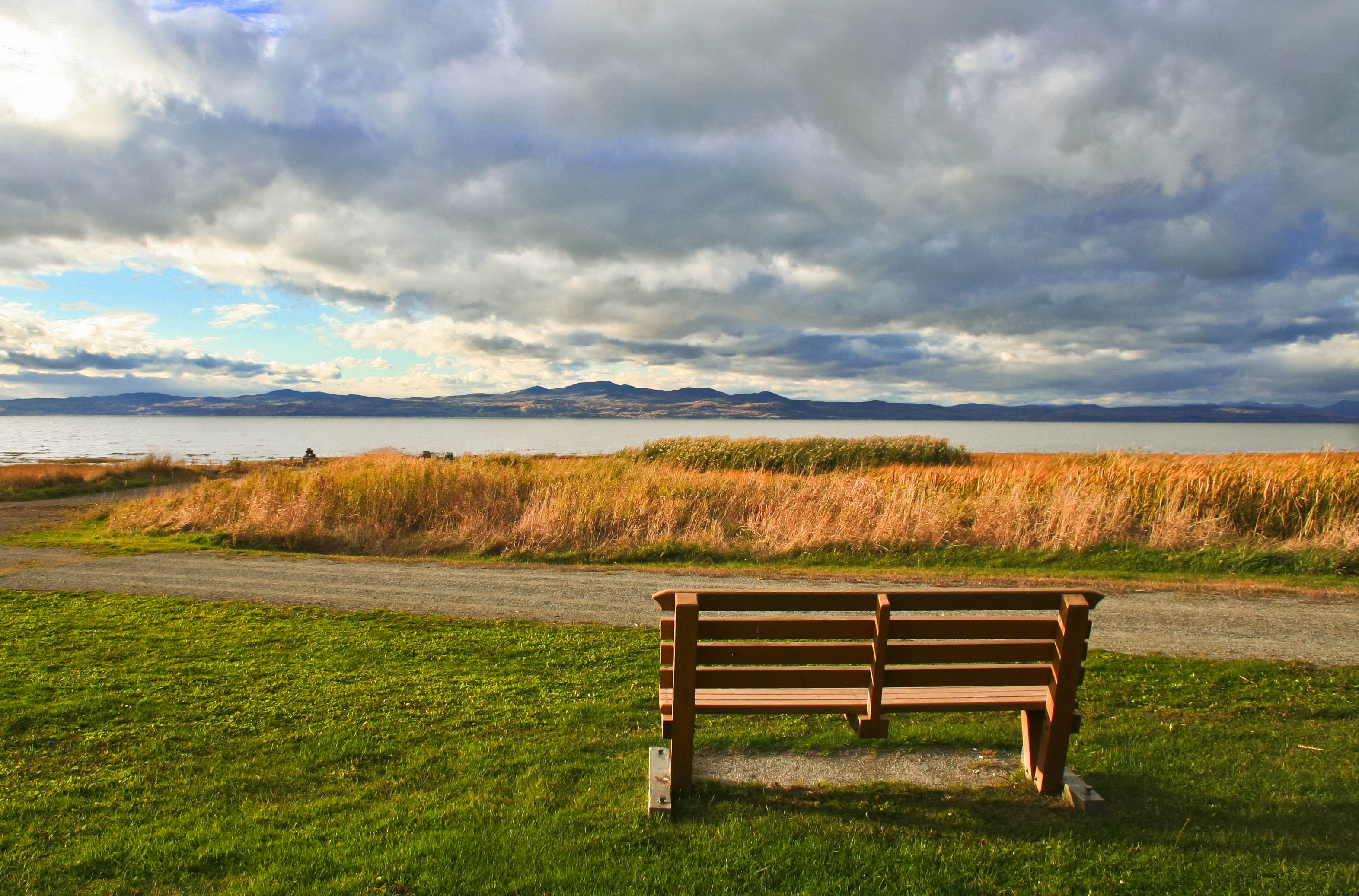
Vue sur le fleuve Saint-Laurent à La Pocatière
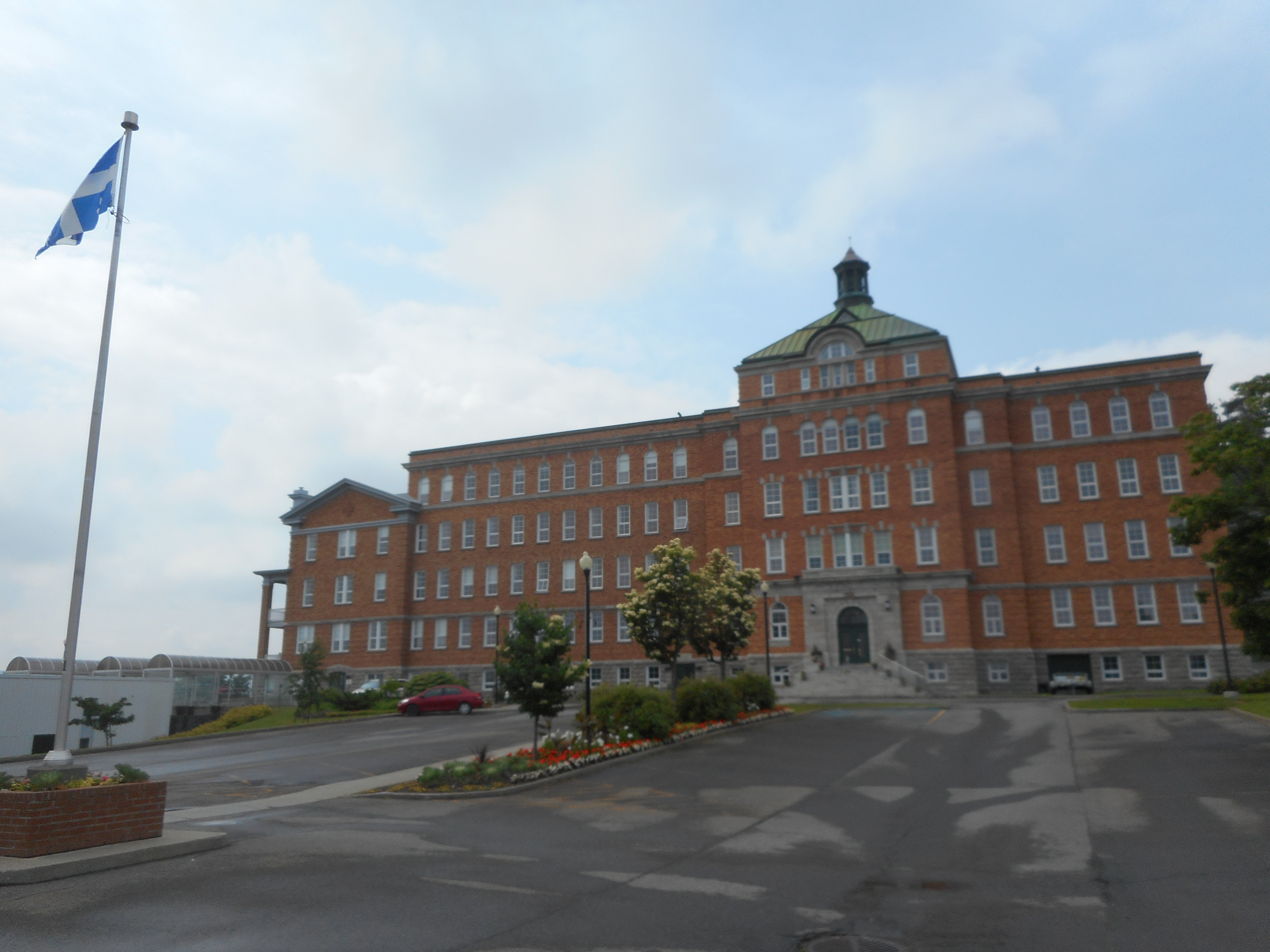
L'Institut de technologie agroalimentaire à La Pocatière
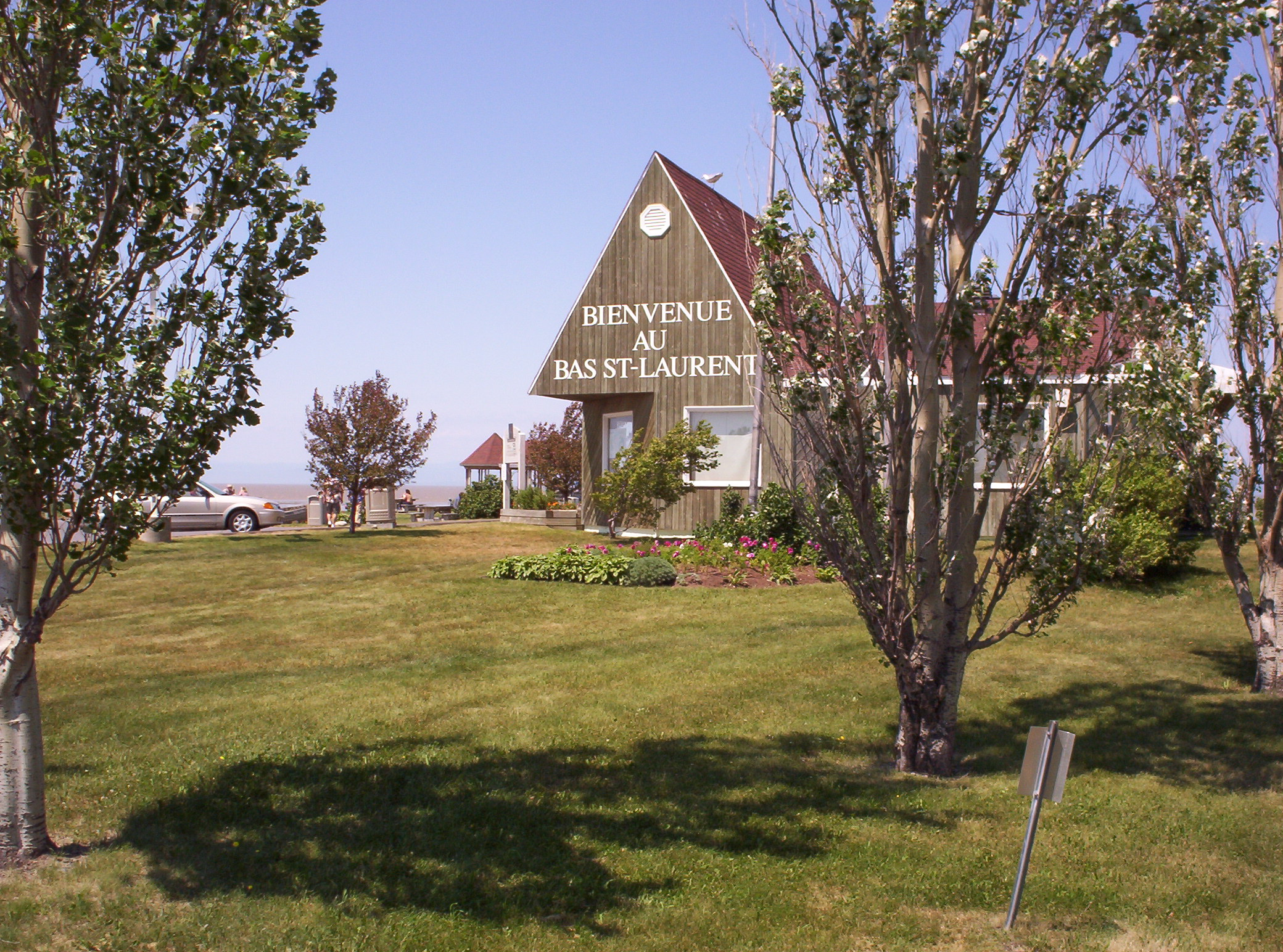
Bureau touristique du Bas-Saint-Laurent à La Pocatière